# Krokom (đô thị)
Đô thị Krokom (Krokoms kommun) là một đô thị ở hạt Jämtland ở Thụy Điển. Thủ phủ nằm ở Krokom.
Đô thị hiện tại đã được lập năm 1974, khi các đô thị cũ Alsen Föllinge, Offerdal và Rödön được hợp nhất. Quá trình hợp nhất còn diễn ra vào các năm 1952 và 1969.

## Các đơn vị trực thuộc
- Aspås
- Dvärsätt
- Flykälen
- Föllinge
- Kaxås
- Krokom (thủ phủ)
- Nälden
- Offerdal
- Rönnöfors
- Trångsviken
- Vaplan
- Ytterån
- Änge